# Marcel Prawy
Marcel Prawy, també Marcell Horace Frydmann Ritter von Prawy (Viena (Àustria), 29 de desembre, 1911 - Idem. 23 de febrer, 2003), va ser un dramaturg austríac, coneixedor d'òpera i crític d'òpera amb ciutadania nord-americana.
L'avi de Marcel Prawy, Marcell Frydmann, va ser elevat al rang de cavaller austríac hereditari el 1899 amb el predicat territorial de Prawy (en polonès "els justos"). Després de la caiguda de l'Imperi Austrohongarès, la família va perdre el seu ennobliment amb la Llei d'abolició de la noblesa el 1919. L'octubre de 1938 Prawy va emigrar als Estats Units com a Marcell Frydmann, on es va anomenar Marcell Horace Frydmann Prawy i es va registrar el 1941 amb el nom de Marcell Frydman-Prawy. Després del seu retorn a Àustria es va donar a conèixer amb el nom de Marcel Prawy des de 1955.

## Biografia
Marcel Prawy procedia d'una família legal jueva d'origen gallec. Era fill de Richard Frydmann Ritter von Prawy, Conseller Ministerial del Tribunal Administratiu. La seva mare Marie, de soltera Mankiewicz es va suïcidar després de la Primera Guerra Mundial després que els rumors persistien que Richard von Frydmann no era el pare de la germana de Prawy, Edith. Com a resultat, el jove Prawy va ser portat a Txecoslovàquia per viure amb la seva tia Hedwig.{Nota. 1} Quan el seu pare es va tornar a casar, Prawy va tornar a Viena. Després de graduar-se a l'escola secundària "Wasagasse" a Viena-Alsergrund, va estudiar dret i es va doctorar jur.
La passió de Prawy va ser l'òpera des de petit. Va assistir a conferències de musicologia amb Egon Wellesz i va ser un convidat habitual al llegendari parterre dempeus de l'Òpera Estatal de Viena durant anys. Prawy va conèixer el tenor Jan Kiepura i es va convertir en el seu secretari privat. L'octubre de 1938, Prawy va poder emigrar amb Kiepura i la seva família via Roma als EUA i així va escapar de la persecució del règim nacionalsocialista. També va portar el seu pare als Estats Units, mentre que la seva germana Edith, que va morir a Denver el 2007, es va quedar a Viena per voluntat pròpia, on va viure temporalment amagada sota terra. A l'exili, per consell de Kiepura, va afegir l'antiga part noble del nom Prawy, i ara es va anomenar Marcell Horace Frydmann Prawy.
El 1944 va estar estacionat a Gran Bretanya, on va treballar amb Georg Kreisler per distreure els soldats del dia D. Després de la Segona Guerra Mundial, Prawy va tornar a Viena el 1946 com a oficial cultural. El 1950 va renunciar a les forces armades nord-americanes i es va convertir en productor discogràfic i organitzador de vetllades musicals al cinema Kosmos. Des de 1955 va ser dramaturg a la Volksoper de Viena i a partir de 1956, començant per Kiss Me, Kate de Cole Porter, va portar per primera vegada musicals dels EUA al continent europeu. Inicialment, aquestes produccions van trobar una gran resistència a Viena, ja que es temia que la introducció del musical nord-americà signifiqués el final de l'opereta domèstica. Tot i això, Prawy va tenir èxit i, per tant, es considera la persona que va fer acceptable el musical en llengua alemanya. Posteriorment va portar més traduccions a la Volksoper, incloent Wonderful Town (1956) i West Side Story (1968), obres del seu amic Leonard Bernstein.
El 1972, Prawy havia de ser director d'òpera de l'Òpera Estatal de Viena, però el llavors ministre Leopold Gratz preferia Rudolf Gamsjäger. "Només" es va convertir en el dramaturg principal de l'òpera. De 1976 a 1982 va ser professor universitari titular de dramatúrgia d'òpera a la Universitat de Música i Art Dramàtic de Viena i professor d'estudis de teatre a la Universitat de Viena, així com professor visitant a nombroses universitats americanes i japoneses. Es va donar a conèixer a través de programes de televisió i ràdio en què va introduir el seu públic en el món del teatre musical amb coneixement de les seves obres i humor. Prawy era amic de molts cantants i músics destacats com Plácido Domingo, Leonard Bernstein i Robert Stolz. El seu amor particular van ser les obres de Richard Wagner. En el seu llibre "Ara ser agraït..." El seu llibre de Richard Wagner, la seva admiració per Wagner va trobar una expressió extraordinàriament emocional. Richard Strauss va ser el padrí de la seva joventut, i també adorava Wagner, Erich Wolfgang Korngold i Robert Stolz. No estimava Mozart, Prawy estava interessat en noves composicions.
Durant els darrers deu anys de la seva vida va viure a les proximitats de l'Òpera Estatal a l'Hotel Sacher. El líder de l'òpera va llegar la seva extensa col·lecció de documents musicals, manuscrits i partitures originals de Richard Strauss a Leonard Bernstein a la seva parella vital Senta Wengraf, que al seu torn els va donar a la ciutat de Viena. Aquesta col·lecció de documents s'emmagatzemava a les llegendàries 2.000 bosses de plàstic -preferiblement les de color groc brillant de Billa, Spar i LÖWA- que es trobaven al seu apartament i més tard també a l'habitació de l'hotel. Gairebé ningú va ser capaç de descriure l'òpera de manera tan impressionant com ell. Així que Prawy, com a líder de l'òpera del país, es va convertir en una institució de l'Òpera de Viena.
Moltes celebritats van participar en el funeral de Prawy: incloent Wolfgang Wagner, Franz Morak, Andreas Mailath-Pokorny, Franz König i Otto Schenk. Les restes de Marcel Prawy estan enterrades al cementiri central de Viena (grup 33 G, número 32) en una tomba honorífica de la ciutat de Viena. L'abril de 2008, el passeig Marcel Prawy de Viena-Donaustadt (22è districte) va rebre el seu nom.

## Premis
- 1972: Goldenes Ehrenzeichen per als serveis a l'estat de Viena
- 1975: Österreichisches Ehrenkreuz per a la ciència i l'art
- 1977: Bundesverdienstkreuz I. classe
- 1983: Premi Ciutat de Viena d'Educació Popular
- 1986: Anell d'Honor de la Ciutat de Viena
- 1986: Creu d'Honor Austríaca per a la Ciència i l'Art, 1r Classe
- 1989: Gran Creu Federal al Mèrit
- 1991: Ciutadà de la ciutat de Viena
- 1992: Ciutadà d'honor de Viena
- 1993: Comandant de l'Ordre del Mèrit de la República Italiana
- 1996: Gran Condecoració d'Honor d'Or per Serveis a la República d'Àustria[16]
- 1997: Doctor honoris causa per la Universitat de Viena
- 1998: Romy (premi de televisió) per l'obra de la seva vida
- 1998: Premi de no ficció de la Donauland Book Association
- 2001: Golden Town Hall Man (Viena)|Golden Town Hall Man de la ciutat de Viena

## Anecdòtic
La col·laboració amb el tenor polonès Jan Kiepura suposadament va sorgir així: Kiepura havia tingut problemes legals amb diversos contractes. Quan va saber parlar del jove advocat Prawy, amant de l'òpera, va parlar amb ell a l'Òpera Estatal de Viena: "Parles francès?" "Sí." "Parles italià?" "Sí." "No, ho puc aprendre en dues setmanes". Vols ser el meu secretari?"
Prawy parlava sis idiomes: alemany, anglès, francès, italià, espanyol i polonès.